# Cricetulus sokolovi
Cricetulus sokolovi is een zoogdier uit de familie van de Cricetidae. De wetenschappelijke naam van de soort werd voor het eerst geldig gepubliceerd door Orlov & Malygin in 1988.